# Hāngi

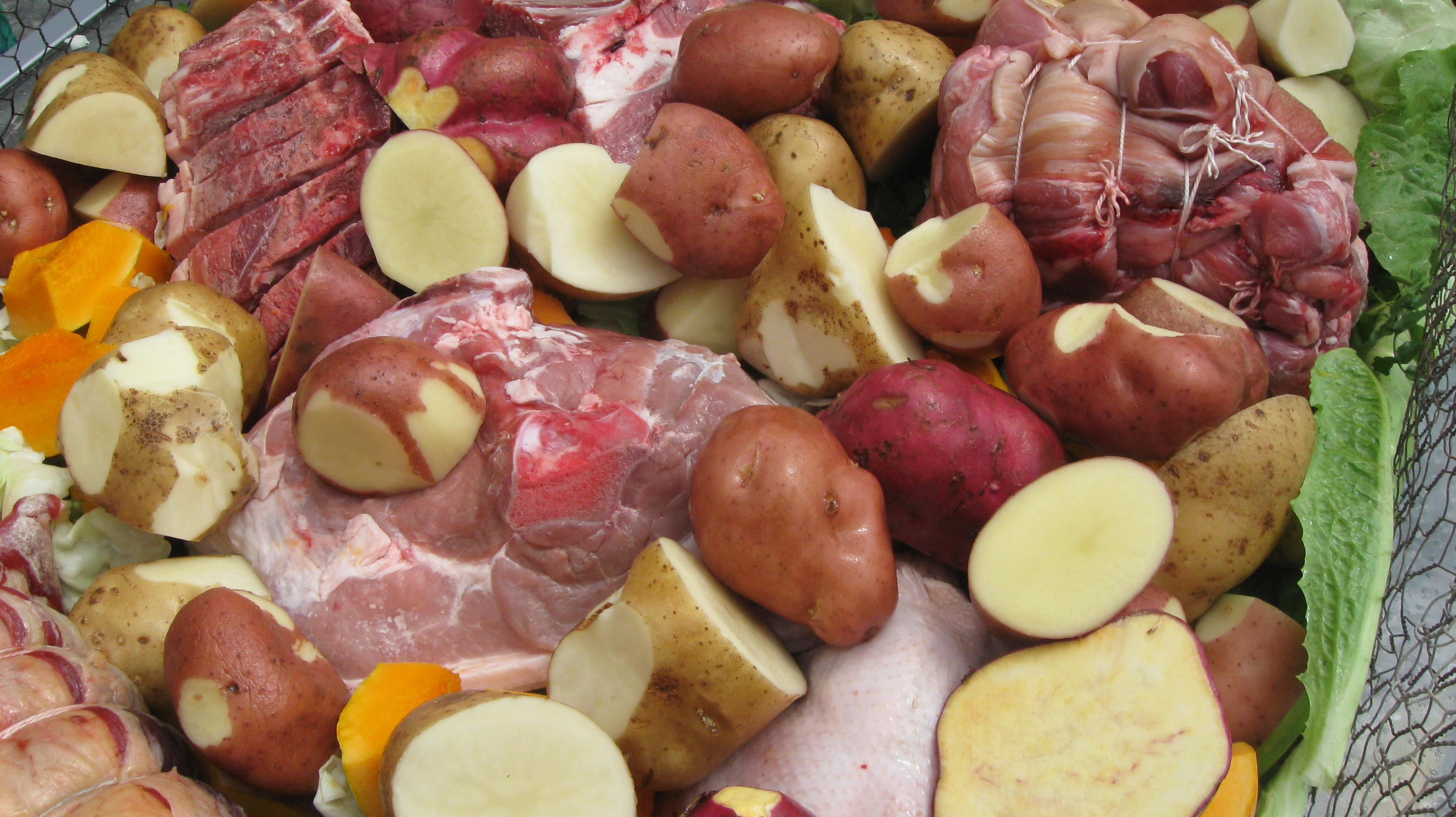
Món Hangi

Hāngi hay còn gọi là món nướng đá Hangi là một phương pháp chế biến truyền thống của thổ dân Maori ở New Zealand với phương pháp nướng thịt bằng cách chôn xuống đất. Đây là phong cách nấu nướng thức ăn độc đáo của người Maori, họ gọi đây là món Hangi, có nghĩa là "lò đất", một món ăn nửa như hầm, nửa như nướng đặc biệt. Đây là một trong số những món ăn truyền thống đặc sắc nhất của người Maori có nguồn gốc lịch sử lên tới 2.000 năm.

## Tổng quan
Mặc dù chịu nhiều ảnh hưởng từ ẩm thực Anh quốc nhưng người New Zealand vẫn có nhiều món ăn rất đặc trưng của dân tộc mình, những món ăn đặc trưng của ẩm thực Maori. Khác với sở thích của người phương Tây, người Maori thích dùng nhiều hải sản và khoai lang, thậm chí họ dùng khoai lang thay cho khoai tây. Họ thường chế biến thức ăn bằng những chiếc lò bằng đá đào sâu dưới đất.
Hiện nay, bữa ăn cơ bản của người New Zealand thường gồm thịt và ba món rau củ. Các loại thịt thông dụng là thịt cừu, thịt bò, thịt heo, còn rau củ gồm có khoai tây, cà rốt, đậu và cải bắp. Hải sản và khoai lang là hai loại nguyên liệu chính để chế biến món ăn Hagi. Các loại thịt như gà, heo hay cừu, khoai tây, khoai lang, rau củ đều được chế biến tùy theo sở thích và sự sáng tạo riêng của mỗi người. 

## Chế biến

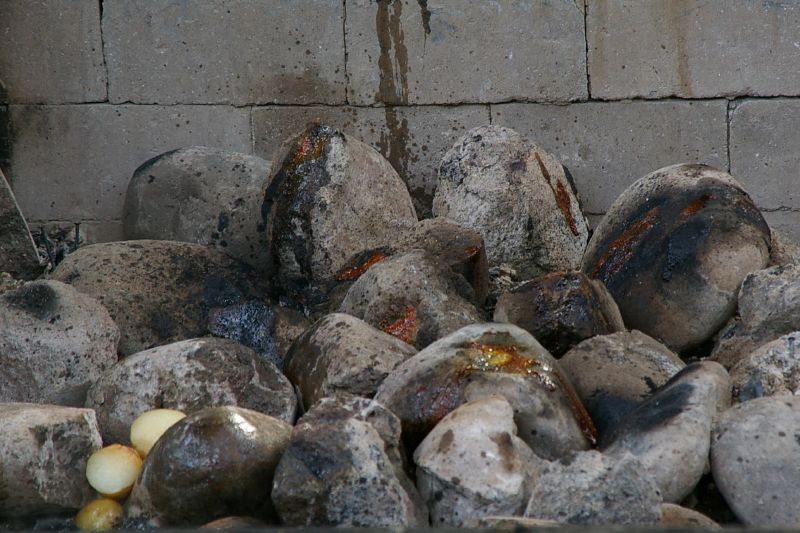
Lò đất

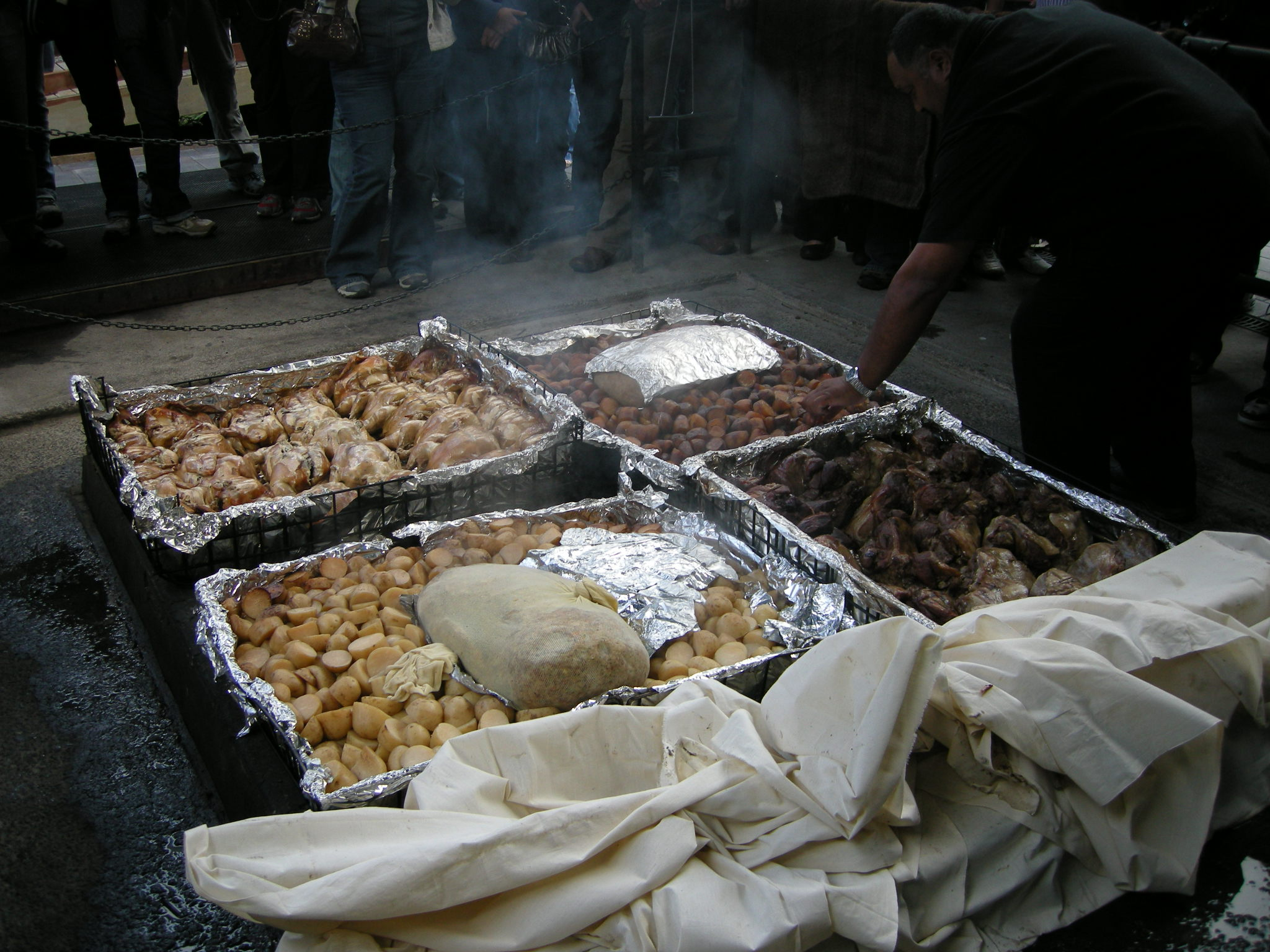
Trình bày món Hangi

Hagi được chế biến theo phương pháp nướng trên than hồng là chính, nhưng cũng kết hợp luôn cả phương pháp hầm để làm mềm thức ăn. Thức ăn được nướng thường là hải sản và khoai lang là những món được người Maori ưa chuộng. Ngoài ra, người ta cũng có thể nướng các loại thịt như thịt gà, thịt heo hay cừu với khoai tây và các loại củ khác. Sau khi đã sơ chế kĩ càng, các loại thực phẩm này sẽ được gói lại cẩn thận trong các loại lá và đem đi nướng.
Để có món Hangi nướng đá ngon theo kiểu của người Maori, thịt và nguyên liệu được gói lá và nướng trên những phiến đá nóng đặt trong một hố sâu dưới đất. Họ còn phủ lên trên nhiều lớp đá, lá cây hoặc bao bố để thức ăn được chín đều mà vẫn giữ được hương vị thơm ngon. Ngày nay, người dân New Zealand sẽ gói thực phẩm vào trong lá.
Tiếp đó sẽ đặt chúng trên những phiến đá rất nóng (đá núi lửa) trong một hố sâu dưới đất, phía trên phủ lên thêm nhiều lớp đá, lá cây và bao bố, để thức ăn được "hầm" trong nhiều giờ. Sau khi thực phẩm được chôn xuống dưới lớp đất, phủ lên đó một lớp vải dày để ủ. Sau 3 giờ đồng hồ, lớp đất được đào lên lộ ra giỏ đựng thức ăn nóng hổi bốc mùi thơm.
Ngày nay những chiếc hố bếp của họ không là đất như xưa thay vào đó là những chiếc hố bếp được ốp đá hoặc tráng xi măng sạch đẹp để đảm bảo vệ sinh cho món ăn, để hợp vệ sinh hơn, người New Zealand xây các hố bếp rộng dưới đất, xung quanh được ốp đá hoặc tráng xi măng, khi cần nấu nướng thì chỉ cần đốt lửa trong bệ đá ấy. Mặc dù cuộc sống đã thay đổi, nhưng Hangi vẫn luôn được gìn giữ dưới hình thức đơn giản hơn.
Thời điểm gây cảm giác hấp dẫn đối với thực khách là lúc các miếng thịt được sắt nhỏ ngay sau khi bốc lên khỏi lò nướng, mùi thơm tỏa ra. Tùy theo số lượng khách mà người Maori chuẩn bị thức ăn để đón tiếp. Khách có thể dùng thêm bánh mì, rượu vang và trái cây tươi trong quá trình thưởng thức. Thưởng thức Hagi đúng kiểu nhất khi thưởng thức món này là được ngồi ăn trong những căn lều nhỏ. Hagi thường được xuất hiện trong những dịp đặc biệt.